# ماری-منئوز
ماری-منئوز (انگلیسی: Mari-Meneuz) یک شهرک در شهرستان ایلیشفسکی استان باشقیرستان کشور روسیه است.